# Romet Retro 50
Romet Retro 50 – skuter sprzedawany w Polsce od 2007 lub 2008 pod marką Romet.

## Historia modelu
Dla skutera Romet Retro 50 w starym stylu pierwszych skuterów Vespa przewidziano kolory złoty i srebrny.

## Dane techniczne
- Wymiary: 1790 mm x 700 mm x 1130 mm,
- Silnik: czterosuwowy, jednocylindrowy, chłodzony powietrzem,
- Pojemność: 49,5 cm³,
- Moc maksymalna: 2,3 kW (3,1 KM) przy 6500 obr./min.,
- Rozruch: elektryczny, nożny,
- Zapłon: elektroniczny CDI,
- Przeniesienie napędu: automatyczne, bezstopniowe,
- Prędkość maksymalna: 45 km/h,
- Pojemność zbiornika paliwa: 6 l,
- Hamulec przód/tył: tarczowy/bębnowy,
- Opony przód/tył: 10x3,5 10x3,5,
- Masa pojazdu gotowego do jazdy: 94 kg,
- Dopuszczalna ładowność: 150 kg,
- Amortyzator przód/tył: pojedynczy,
- Wyposażenie dodatkowe: zegary w stylu retro.